# Ermita de Santa Juliana (Navalmanzano)
La ermita de Santa Juliana es un templo de culto católico ubicado en el municipio de Navalmanzano, en la provincia de Segovia (España).
Fue construida a finales del siglo XIII o principios del siglo XIV, y su fábrica corresponde al denominado románico de ladrillo o mudéjar tan característico en la Tierra de Cuéllar, que posee el foco más numeroso de este arte en Castilla y León. Arquitectónicamente es muy similar a la ermita de San Marcos de Campo de Cuéllar, aunque en el caso de Santa Juliana destaca la cabecera de planta rectangular.
En su interior conserva una imagen del siglo XVI conocida como el Cristo de Santa Juliana, así como un retablo barroco procedente de la parroquia del municipio, la iglesia de San Justo y Pastor.
Cuenta una leyenda sin base histórica que los frailes que la custodiaban desaparecieron de la noche a la mañana, abandonado sus tierras, viñas y la propia ermita.